# .oz
.oz — псевдодомен верхнього рівня, в 1980-х і 1990-х роках використовувався в адресах відправників поштових повідомлень з австралійської комп'ютерної наукової мережі MHSnet.
У ті часи інтернет був усього лиш однією з розподілених комп'ютерних мереж. Комп'ютери, не з'єднані з інтернетом, але з'єднані з іншою комп'ютерною мережею (BITNET, CSNET, MHSnet або UUCP), могли обмінюватися повідомленнями через міжмережеві шлюзи. Щоб пройти через міжмережеві шлюзи, повідомлення з цих мереж позначали такими доменними суфіксами, як .bitnet, .csnet, .oz і .uucp, однак у системі доменних назв інтернету не було відповідних доменів.
Адреси комп'ютерів, з'єднаних із мережею MHSnet, розглядалися як належні до псевдодомену .oz. Повідомлення від них пересилалися в інтернет із суфіксом .oz.au.
Нині доменну зону .oz і реєстрацію доменів у ній підтримує OpenNIC.